# Кириак-Джорджеску, Думитру
Думи́тру Кириа́к-Джордже́ску (рум. Dumitru Georgescu-Kiriac; 6 марта 1866, Бухарест, Объединённое княжество Валахии и Молдавии, ныне Румыния — 8 января 1928, Вена, Австрия) — румынский композитор, хоровой дирижёр, фольклорист и педагог.

## Биография
Окончил Бухарестскую консерваторию. В 1892—1899 годах продолжил образование в Париже у Венсана д’Энди и Шарля Мари Видора. В 1900 году возвращается на родину и становится профессором Бухарестской консерватории. В 1901 году основывает хоровое общество «Кармен», чьим дирижёром был до конца своих дней. Пропагандировал румынскую музыку. В 1920 году становится одним из создателей Общества румынских композиторов и Фоноархива румынской народной музыки. Занимался обработкой народных песен.